# Dicranomyia (Peripheroptera) angustifasciata
Dicranomyia (Peripheroptera) angustifasciata is een tweevleugelige uit de familie steltmuggen (Limoniidae). De soort komt voor in het Neotropisch gebied.